# Code forestier (France)
Pour l'article général, voir Code forestier.
Le Code forestier est un recueil de textes réglementaires et législatifs concernant la protection et la gestion des forêts en France, notamment des forêts publiques relevant du régime forestier. Celle ci permet l'encadrement des zones forestières par l'Etat
Il est l'héritier de règlements plus anciens.

## Histoire du code forestier français
- En 1291, Philippe le Bel crée l'administration des Eaux et Forêts mais jusqu'au XIVe siècle, les forêts françaises ont été exploitées, voire surexploitées sans aucune réglementation. Le bois était encore surtout utilisé pour se chauffer mais avec l'accroissement démographique, les réserves en bois commencent à baisser. À tel point qu'en 1346, Philippe de Valois instaure le premier « code forestier ». La fabrication des briques, du charbon de bois, des navires et de développement des fonderies consomment de plus en plus de bois.

- En 1349, l'« ordonnance de Brunoy », signée par le roi Philippe VI de Valois confie aux forestiers une mission de protection, afin que ces forêts « se puissent perpétuellement soustenir en bon estat », ce qui est parfois considéré comme une des premières formulations du concept de soutenabilité du développement (forestier, en l'occurrence).

- Malgré ce premier code, en 1520, la forêt ne représente plus que 25 % du territoire national. Au XVIIe siècle, Colbert et Louis XIV ont besoin de bois pour les constructions de maisons et de bateaux.

- De 1661 à 1669, un nouveau code est élaboré visant à réorganiser l'exploitation sylvicole et en assurer la pérennité. L'ordonnance de 1669 « sur le fait des Eaux et Forêts », rédigée sous l’impulsion de Colbert, vise à protéger et restaurer les ressources forestières. L'accent est mis sur le chêne dont la production doit assurer les besoins de la future construction navale. Cette ordonnance rend obligatoire un aménagement forestier. Il s'agit de la mise en réserve d'un quart de la superficie, et de l’exploitation du reste de la forêt selon le plan d'aménagement. L'exploitation se fait par la coupe à blanc étoc d'une parcelle, à la réserve de 10 baliveaux à l'arpent (environ 20 par hectare).

- En 1827, malgré ces mesures, à l'aube de la révolution industrielle, la forêt ne constitue plus que 16 % du territoire français et elle est mal en point. Un projet d'un code forestier[1], dit « code forestier de l'an VII »[2] est proposé sous le Directoire (1795-1799) par une commission présidée[3] par le député Poullain de Grandprey[4] mais n'aboutit pas. Il faudra attendre la Restauration et le règne de Charles X pour que sur le rapport du vicomte de Martignac, un nouveau code, le code forestier[5] fortement inspiré de l'ordonnance de 1669, soit promulgué en mai 1827[6]. Le vicomte de Martignac, commence son discours, exposant les motifs du projet de Code forestier, à la Chambre des députés, le 29 décembre 1826 par ces mots :

« La conservation des forêts est l’un des premiers intérêts des sociétés, et, par conséquent, l’un des premiers devoirs des gouvernements. »

Des versions commentées sont publiées par Baudrillart. Ce code restreint encore les droits d'usage des paysans sur les forêts. Il déclenche notamment la « guerre des Demoiselles » en Ariège (1829-1830) et la révolte de la montagne catalane (Capcir, Haut-Conflent et Cerdagne) en 1848, étudiée par Robin Angelats dans sa thèse. Ce nouveau code réitère les interdictions de l'ordonnance et « prive en effet un certain nombre d'habitants de bois mort pour le chauffage, de feuilles mortes utilisées pour les animaux dans les étables ou comme engrais, de bruyères et de genêts qui servent de fourrage, du pacage pour le bétail et de la cueillette des baies et fruits sauvages et de champignons ».
- En 1951, au milieu du XXe siècle et dans la seconde reconstruction et l'après-guerre, la loi du 8 mai 1951[9] clarifie le code de 1827 « à l'exclusion de toute modification de fond », précise l'article 2, pour y compiler tous les textes régissant la forêt. 
Le décret 52-1200 du 29 octobre 1952 portant codification des textes législatifs concernant la forêt constitue donc le remaniement le plus important depuis 1827, en élargissant les sujets traités par le code.

- Un second décret modificateur notable (décret no 79-113 du 25 janvier 1979) est intervenu notamment pour moderniser le système de numérotation qui n'a pas changé depuis. Seules des modifications de fond interviennent régulièrement car les questions de la forêt restent majeures pour la France et au-delà.
- La grande loi forestière du 9 juillet 2001 (et ses nombreux décrets d'application) a profondément remanié le code forestier, tout autant en ses grandes divisions que dans le détail. C'est ainsi qu'a été ajouté aux cinq livres traditionnels du code un livre préliminaire sur les principes fondamentaux de la politique forestière. Quant aux détails, ils sont légion, et l'on en donnera un aperçu en citant l'abrogation de la fameuse servitude des constructions à distance prohibée, et l'abrogation de l'exception à l'action en élagage (du code civil) des arbres forestiers de lisière (pour plus de détails, voir la bibliographie).

- En 2012, le code forestier a été totalement réorganisé. Sur le fond, peu de changements ont eu lieu. Ceux-ci concernent notamment la défense des forêts contre l'incendie et la définition des infractions forestières.

## Situation de la forêt en France
De nos jours, les massifs forestiers couvrent 27 % du territoire français. Ils se composent notamment de 120 000 km2 de forêts publiques dont 44 000 km2 en France métropolitaine et 76 000 km2 dans les départements d’outre-mer, pour l’essentiel en Guyane française.

### Situation juridique de la forêt guyanaise
La Guyane, région française d'outre-mer vaste de 91 000 km2 (1/6e du territoire métropolitain) est couverte à 96 % de forêt, soit 87 360 km2, primaire pour la plus grande partie.
Cette région forestière par excellence est dotée d'un code forestier depuis l'ordonnance n° 2005-867 du 28 juillet 2005 relative à l'actualisation et à l'adaptation du droit domanial, du droit foncier et du droit forestier applicables en Guyane. Avant 2005, seul le code civil était applicable dans les forêts guyanaises, ce qui n'était pas toujours adapté.